# Jacobus Arminius
Cet article concerne le théologien protestant. Pour le chef de guerre germain, voir Arminius.
Jacobus Arminius, né le 10 octobre 1560 et mort le 19 octobre 1609, de son vrai nom Jakob Hermanszoon, est un théologien protestant néerlandais, pasteur à Amsterdam de 1587 à 1603, puis professeur de théologie à l'université de Leyde, auteur de nombreux traités de théologie.
Né sous le règne de Charles Quint (1500-1558), souverain des Pays-Bas des Habsbourg, il vit son adolescence aux débuts de l'insurrection dirigée par Guillaume d'Orange contre Philippe II, et son âge adulte dans le cadre de la république des Sept Provinces-Unies des Pays-Bas, toujours en guerre contre Philippe II (1527-1598), puis contre ses successeurs.
Ses conceptions sont à la base de la doctrine de l'arminianisme, remise en cause du texte de référence du calvinisme néerlandais, la Confessio Belgica, et du mouvement des remontrants qui apparaît aux Provinces-Unies, notamment dans la province de Hollande, dans les années 1600. Cela provoque un conflit politico-religieux qui se poursuit après sa mort : il est réglé en 1618 par le synode de Dordrecht avec les cinq points du calvinisme condamnant l'enseignement d'Arminius, mais aussi par l'arrestation et la condamnation à mort du grand-pensionnaire Johan van Oldenbarnevelt, remontrant, opposant au stathouder Maurice de Nassau, calviniste.

## Biographie

### Origines familiales et formation initiale
Arminius est né en 1559 ou 1560 à Oudewater, dans la province d'Utrecht. En mourant, son père Herman, qu'il n'a jamais connu, laisse son épouse veuve avec de jeunes enfants. Sa mère est tuée lors du massacre de l'armée espagnole à Oudewater[réf. nécessaire] en 1575.
En effet, en 1568, les Pays-Bas sont entrés sous la direction de Guillaume d'Orange en insurrection contre leur souverain, qui est aussi roi d'Espagne, Philippe II. En 1572, Oudewater est conquise par les insurgés[réf. nécessaire].
La même année, l'éducation de Jacob est confiée à Theodorus Aemilius, un prêtre attiré par le protestantisme[réf. nécessaire]. Ils s'installent à Utrecht, où Jacob étudie, probablement à la Hieronymusschool.
Après la mort d’Aemilius en 1574 ou 1575, Arminius entre en relations avec le mathématicien Rudolph Snellius, aussi originaire d’Oudewater. Ce dernier emmène Arminius à Marburg, puis revient à Leyde où Guillaume d'Orange vient de créer (1575) une université à l'usage des provinces et villes insurgées. Snellius y est nommé professeur et Arminius y est inscrit en 1576.

### Études supérieures: Leyde, Genève et Bâle (1576-1585)
Bien qu'il se soit inscrit comme étudiant en arts libéraux, il fait aussi des études en théologie. Parmi ses professeurs se trouvent le calviniste Lambert Daneau, l'hébraïsant Johannes van den Driesche, Guillaume Feuguereius (mort en 1613) et Johann Kolmann, aujourd'hui connu pour avoir enseigné que l'accent excessif mis sur la souveraineté de Dieu dans le calvinisme fait de Dieu « un tyran et un bourreau ».
L'université de Leyde est favorable à la Réforme et influencée non seulement par le calvinisme, mais aussi par les thèses luthériennes, zwingliennes et anabaptistes. Un pasteur de Leyde, Caspar Coolhaes, affirme, à l'encontre de Calvin, que les autorités civiles sont compétentes dans certaines affaires religieuses, qu'il est injuste de punir et d'exécuter des hérétiques et que luthériens, calvinistes et anabaptistes peuvent s'unir autour de principes fondamentaux. L'astronome et mathématicien Willebrord Snell utilise la philosophie ramiste pour encourager ses étudiants à chercher la vérité sans se fier à Aristote.
Sous l'influence de ces hommes, Arminius étudie avec assiduité et est peut-être déjà influencé dans l'élaboration de sa théologie qui remettrait plus tard en question la théologie dominante de Calvin. Le succès qu’il connaît au cours de ses études incite la guilde des marchands d’Amsterdam à lui permettre de faire trois années supplémentaires d'études.
En 1582, Arminius commence ses études à Genève auprès de Théodore de Bèze : mais ici, on est beaucoup moins ouvert. Il est critiqué pour l'utilisation de méthodes philosophiques ramistes, qui lui sont familières depuis son passage à Leyde et il est même publiquement sommé de ne pas enseigner la philosophie ramiste. Cela l'amène à partir à Bâle pour poursuivre ses études.
Il continua à se distinguer comme un excellent élève. En 1583, Arminius envisageait un retour à Genève lorsque la faculté de théologie de Bâle propose de lui décerner un doctorat. Il décline cet honneur en raison de sa jeunesse et revient à Genève pour terminer ses études avec Bèze[pas clair].

### Les éloges de Théodore de Bèze et de Johann Grynaeus (1585)
À la fin de ses études, Arminius fait une demande de pastorat à Amsterdam.
Théodore de Bèze écrit cette lettre aux responsables réformés d'Amsterdam :

« […] Sachez que depuis le moment où Arminius nous est revenu de Bâle, sa vie et son apprentissage se sont tant distingués, que nous espérons le meilleur à son égard, s'il persiste inlassablement dans cette voie, par la bénédiction de Dieu. Nous ne doutons pas qu'il le voudra, car, entre autres dons, Dieu l'a doté d'un intellect approprié, tant en ce qui concerne l'appréhension que la discrimination des choses. Si ces dons sont portés par la piété qu’il semble assidûment cultiver, il ne pourra rien arriver d'autre que cette puissance de l’intelligence, une fois consolidée par l’âge mûr et l’expérience, produise les fruits les plus riches. Telle est notre opinion sur Arminius; un jeune homme, qui sans conteste, de ce qui nous a été donné de juger jusqu'ici, est digne de votre gentillesse et de votre libéralité. (Lettre du 3 juin 1585 de Bèze à Amsterdam),. »

De cette lettre, il semblerait que la tension antérieure résultante de l'attirance d'Arminius pour la philosophie ramiste soit dissipée et qu'Arminius soit même reconnu par Bèze comme un excellent théologien en devenir.
Trois mois plus tard, Johann Grynaeus, de l'université de Bâle, envoie cette lettre de recommandation :

« Aux lecteurs pieux, salutations : Si un témoignage à l'apprentissage appliqué à la piété ne doit pas être refusé à un homme savant et pieux, il ne peut l'être pour Jacobus Arminius, originaire d'Amsterdam [sic], pour sa conduite à l’université de Bâle, qui a été marquée par la piété, la modération, l’assiduité dans ses études. Très souvent, au cours de nos discussions théologiques, il a fait preuve d’un esprit de discernement si manifeste pour nous tous, que cela lui valut toutes nos félicitions. Plus récemment aussi, dans certains discours extraordinaires ayant eu lieu avec le consentement et par l'ordre de la Faculté de théologie, dans lesquels il exposa publiquement quelques chapitres de l'épître aux Romains, il nous donna le meilleur motif d'espérer, si cela lui est destiné et s’il continue à susciter le don de Dieu qui est en lui, d’entreprendre et de maintenir la fonction d’enseignement, pour laquelle il peut être légalement mis à part, avec en vue beaucoup de fruits pour l’Église. Je le recommande donc à tous les hommes de valeur, et en particulier à l'Église de Dieu dans la célèbre ville d'Amsterdam ; et j'implore respectueusement que l'on aie égard à cette jeunesse instruite et pieuse, afin qu'il ne soit jamais obligé d'interrompre des études théologiques qui ont été si heureusement poursuivies jusqu'à présent. Adieu ! Johann Jakob Grynaeus, professeur de littérature sacrée et doyen de la faculté de théologie. - Écrit de ma propre main. Bâle, le 3 septembre 1583. »

### Pasteur à Amsterdam (1587-1603)

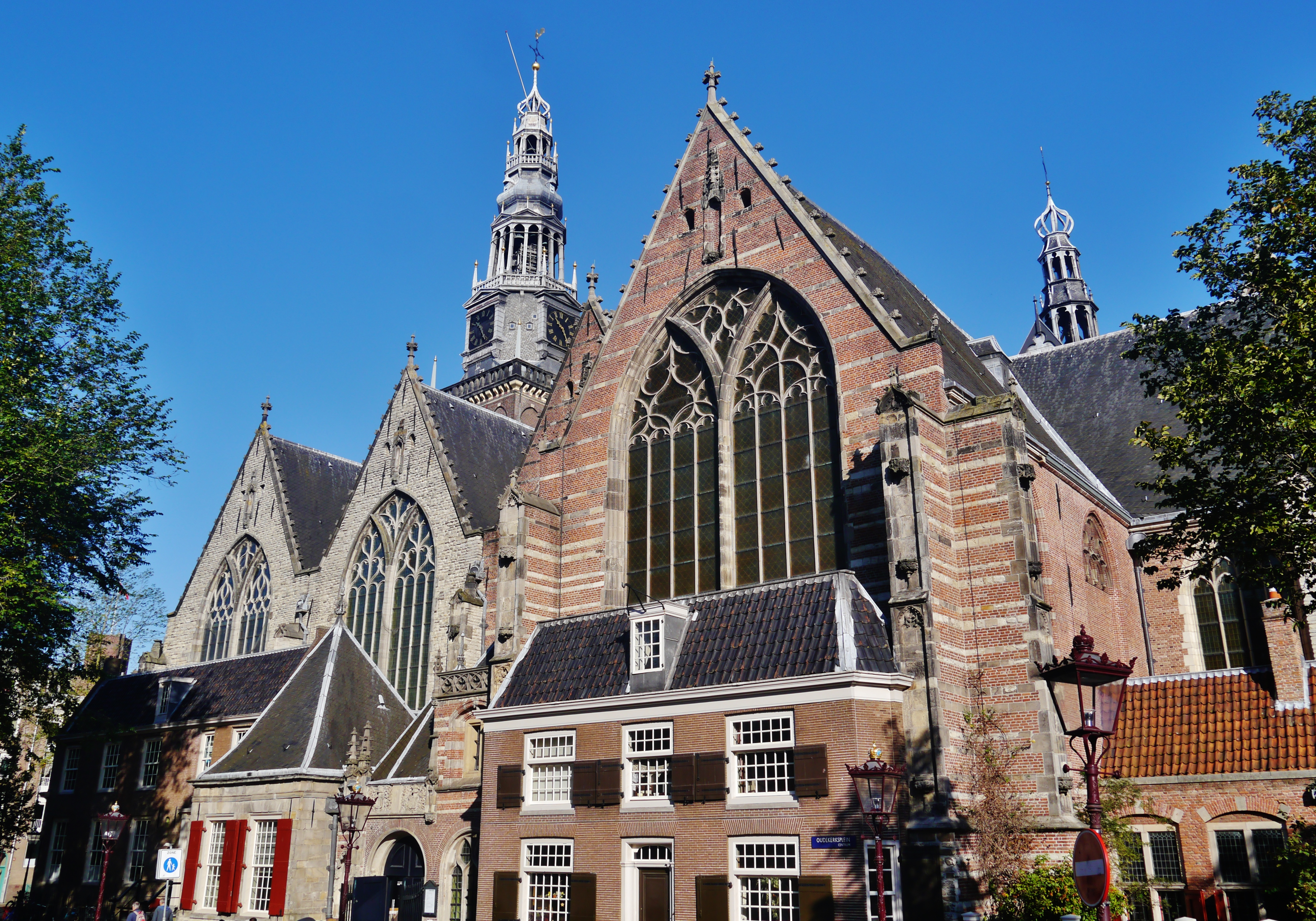
L'Oude Kerk (vieille église) à Amsterdam, où Arminius fut pasteur de 1587 à 1603.

Arminius répondit à l'appel du pastorat à Amsterdam en 1587, prononçant des sermons le dimanche et en milieu de semaine. Après avoir été testé par les responsables de l'église, il est ordonné en 1588. Il acquiert une réputation de bon prédicateur et de pasteur fidèle.
L'une des premières tâches d'Arminius qui lui fut confiée par le tribunal ecclésiastique d'Amsterdam fut de réfuter les enseignements de Dirck Volkertszoon Coornhert, qui avait rejeté la doctrine supralapsaire de Bèze sur le décret absolu et inconditionnel de Dieu de créer des hommes afin d'en sauver certains et d'en damner d'autres, indépendamment de toute base de jugement en eux-mêmes. La discussion avait déjà commencé avec deux ministres de Delft qui avaient écrit Une réponse à certains arguments de Bèze et Calvin, tirés du Traité sur la prédestination enseigné dans le neuvième chapitre de Romains, document qui contredisait à la fois Bèze et Coornhert. Ils proposaient que bien que le décret de Dieu de ne sauver que quelques-uns fût absolu et inconditionnel, ce décret était advenu après la chute (proposant ainsi un infra-lapsarianisme plutôt que le supra-lapsarianisme de Bèze). Arminius fut chargé de réfuter la théologie de Coornhert et celle de l'infra-lapsarianisme. Il accepta volontiers la tâche, mais après une étude approfondie, il se retrouva en conflit intérieur sur le sujet. Il décida de passer plus de temps à étudier avant de poursuivre sa réfutation.
En 1590, il épousa Lijsbet Reael, la fille de Laurens Jacobsz Reael, un éminent marchand et poète qui aida également à diriger la Réforme protestante à Amsterdam, et a ensuite aidé à établir la première Église réformée dans la région. Le mariage d'Arminius avec Reael lui permit d'accéder à ses relations prestigieuses et il se fit de nombreux amis dans l'industrie marchande et la haute société. Il fut chargé d’organiser le système éducatif d’Amsterdam et aurait bien réussi cette tâche. Il s’est distingué par la fidélité à ses devoirs en 1602 lors d’une épidémie qui sévit à Amsterdam, se rendant dans des maisons infectées où d’autres n’osaient pas entrer pour donner de l’eau, prenant soin des voisins en leur fournissant de l'argent.

### La prédication d'Arminius à Amsterdam
À Amsterdam, Arminius enseignait à travers « plusieurs sermons sur l'épître aux Romains ». Parlant de Romains, 7 en 1591, il enseigna que l'homme, par la grâce et la nouvelle naissance, n'était pas obligé de vivre dans l'esclavage du péché et que Romains 7:14 parlait d'un homme vivant sous la loi et convaincu de péché par le Saint-Esprit et non encore régénéré. Cet enseignement rencontra une certaine résistance et certains détracteurs l'ont qualifié de pélagien pour le fait d'enseigner qu'un homme non régénéré pouvait ressentir une telle conviction et un désir de salut, même sous l'influence de la loi et du Saint-Esprit. La même année, répondant aux positions théologiques d'Arminius, son collègue Petrus Plancius commença à contester son enseignement ouvertement. Au cours d'un rassemblement de ministres, Arminius insista sur le fait qu'il n'enseignait rien en contradiction avec le Catéchisme de Heidelberg, et d'autres normes orthodoxes, et que les théologiens de l'église primitive avaient des vues similaires et répudiaient totalement l'hérésie du pélagianisme. En outre, Arminius s’étonna qu’il ne lui soit pas permis d’interpréter ce passage selon les préceptes de sa propre conscience et selon le schéma de l’orthodoxie historique. Les bourgmestres d'Amsterdam intervinrent dans le but de maintenir la paix et de réduire les divisions au sein de la population, les exhortant à la coexistence pacifique et à ce que Arminius n'enseigna rien en dehors de la pensée réformée convenue de l'époque, à moins qu'il n'ait consulté le conseil de l'église ou autres organismes.
Au cours des années suivantes, une controverse apparut alors qu'il prêchait sur Romains, 9. Bien qu'il ne contredise pas directement les interprétations calvinistes, il se concentra sur le thème de Paul : « la justification par la foi » en contradiction avec les œuvres, plutôt que sur les décrets éternels de Dieu. Pendant ce temps, il « développa progressivement des opinions sur la grâce, la prédestination et le libre arbitre incompatibles avec la doctrine des enseignants réformés Calvin et Bèze ».

### Professeur à Leyde (1603-1609)

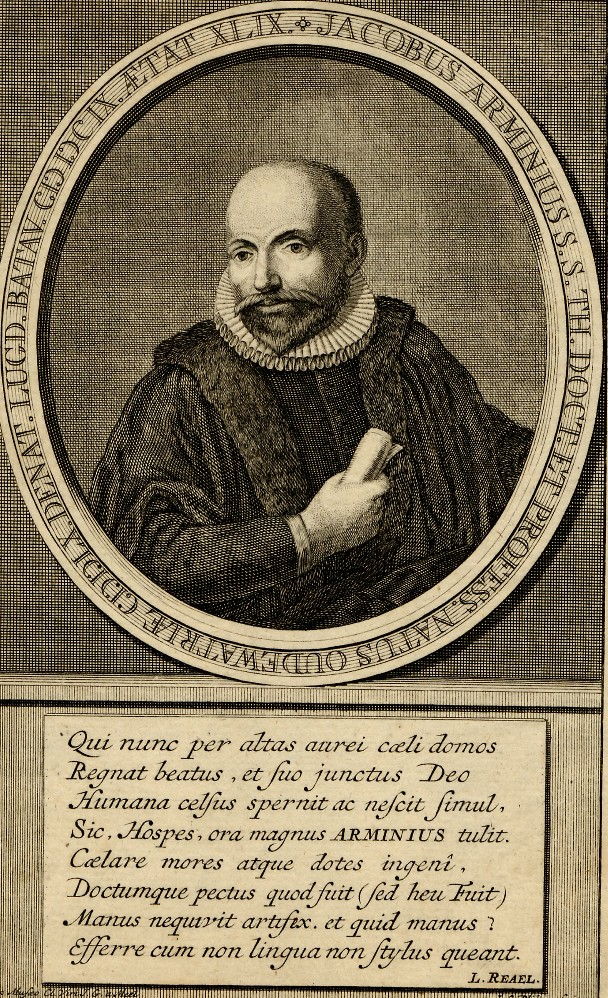
Portrait d'Arminius provenant de la collection de portraits hollandais de la bibliothèque théologique de la Harvard Divinity School datant du XVIIe siècle.

En 1603, il fut rappelé à l'université de Leyde pour enseigner la théologie. Cela est survenu après la mort presque simultanée en 1602 de deux membres du corps enseignant, Franciscus Junius et Lucas Trelcatius l'aîné, dans une épidémie de peste. Lucas Trelcatius le jeune et Arminius (malgré la protestation de Plancius) furent nommés, la décision incombant en grande partie à Franciscus Gomarus, le membre du corps professoral survivant. Alors que Gomarus approuvait prudemment Arminius, dont les vues étaient déjà suspectées d'être peu orthodoxes, son arrivée ouvrit une période de débat plutôt que de le clore. La nomination avait également une dimension politique, étant soutenue à la fois par Johannes Uytenbogaert à La Haye et Johan van Oldenbarnevelt.

### La controverse avec Gomarus
Gomarus, un Flamand installé à Leyde depuis 1594, a été décrit comme « un érudit plutôt médiocre » mais « un défenseur puissant de la doctrine calviniste […] un homme d'une foi profondément enracinée ». En revanche, Arminius a été décrit comme « un chercheur, un sceptique ». Sur la question de la prédestination, Gomarus était un supra-lapsarien et c'est dans ce débat que le conflit entre les deux personnages commença. Arminius plaidait pour une révision de la Confessio Belgica et du Catéchisme de Heidelberg, mais il ne fut suffisamment explicite, seulement une fois que le débat devint un conflit ouvert.
Le différend prit une tournure publique le 7 février 1604, lorsque Willem Bastingius, De divina praedestinatione, défendit un certain nombre de thèses d'Arminius, alors qu'Arminius présidait lui-même la chaire de théologie. Cet événement amena Gomarus à faire plaider par Samuel Gruterus une position opposée à ces thèses le 14 octobre 1604, mais non au programme officiel. Gomarus attribua ces positions qu'il n’appréciait pas à l'adversaire de Calvin, Sebastian Castellio, et à son disciple, Dirck Volckertszoon Coornhert. Tandis qu'Arminius faisait référence à la Bible pour défendre ses positions, les conceptions calvinistes exposées par « les patriarches genevois acquirent peu à peu la force de la res judicata, de sorte que la résistance à celle-ci n'était plus tolérée ».
Les opposants d’Arminius hors de l’université élargirent progressivement la controverse. Les Synodes de Dordrecht établirent une plainte dans laquelle sont exposées « certaines différences » qui « seraient apparues dans l'Église et l'Université de Leyde sur la doctrine des Églises réformées ». En réponse, les trois professeurs de théologie de Leyde (Lucas Trelcatius Jr. rejoignant Arminius et Gomarus) et le régent du collège d'état, Johannes Cuchlinus, écrivirent une lettre indignée « déclarant qu'il n'y avait pas à leur connaissance de conflit entre les professeurs sur quelque doctrine fondamentale que ce soit ».
Gomarus fut incité à intensifier son opposition à Arminius par le ministre de Leyde, Festus Hommius, et par Petrus Plancius, le vieil adversaire d'Arminius. Une série anonyme de trente et un articles fut distribuée, « dans laquelle toutes sortes d'opinions non orthodoxes tenues par Arminius étaient exposées ». Sibrandus Lubbertus, professeur de théologie à l'université de Franeker, commença à envoyer des lettres à des théologiens étrangers attaquant Arminius avec des accusations d'hérésie ; et l'une de ces lettres tomba dans les mains d'Arminius. Parce que ses opposants restaient anonymes ou contournaient les procédures officielles, Arminius demanda en avril 1608 aux États de Hollande la permission d’exposer ses vues. Le 30 mai 1608, les États autorisèrent Arminius et Gomarus à prononcer des discours devant la Cour suprême de La Haye. Reinout van Brederode (gendre de Oldenbarnevelt), juge en chef de la Cour suprême, conclut que « les points de divergence entre les deux professeurs, portaient principalement sur les détails subtils de la doctrine de la prédestination, étaient d'importance mineure et pouvaient co-exister […] [et] a enjoint aux deux messieurs de se tolérer avec amour ».
Gomarus, défiant la Cour, publia ensuite le discours qu'il avait prononcé devant elle et Arminius lui emboîta le pas en publiant son propre discours. En réponse à l'opinion de la Cour, Gomarus déclara « qu'il n'oserait pas mourir en ayant l'opinion d'Arminius, ni de comparaître devant le tribunal de Dieu ». Arminius demanda ensuite à défendre ses positions en public ou à convoquer un synode national ou provincial pour examiner la question. Cherchant à éviter un synode, les États de Hollande autorisent Arminius à exposer ses vues lors de leur assemblée du 30 octobre 1608.
Avant l'assemblée, Arminius expliqua finalement son appel à réécrire la Confessio de Belgica et le Catéchisme de Heidelberg, affirmant qu'il ne se sentait pas obligé d'expliquer sa position auparavant, car « en tant que professeur, il se considérait comme soumis uniquement à l'autorité des curateurs de Leyde et des États, pas à l'Église ». Arminius donna ensuite un aperçu de toutes les opinions divergentes sur la prédestination. Il affirma que le supra-lapsarianisme était contraire à la confession et au catéchisme et que « les supra et infra-lapsarianisme équivalent fondamentalement à la même chose ». Arminius présenta son propre point de vue sur la prédestination, qu’il considérait comme concordante avec la Confession et le Catéchisme.
Apprenant qu'Arminius avait comparu devant l'assemblée des États, Gomarus demanda la permission d'y répondre également, ce qui lui fut accordé. Le 12 décembre 1608, Gomarus blâma Arminius, accusant « son collègue de supporter le pélagianisme et les jésuites ; il attaqua également Johannes Wtenbogaert, qu'il qualifia de « courtisan trompettiste » ». L'assemblée s'offusqua de ce ton polémique, qui contrastait avec l'attitude iréniste d'Arminius et ordonna l'interdiction de publication des discours prononcés devant eux par les deux hommes. Malgré l'interdiction, les discours furent rapidement publiés.
Le 25 juillet 1609, Jacobus Bontebal défendit les thèses De vocatione hominis ad salutem sous la présidence d'Arminius. Un prêtre catholique (jésuite, selon les rumeurs) était dans l'audience et osa s'opposer aux positions d'Arminius. Alors qu’Arminius déjà gravement malade réfutait ces arguments, Gomarus « qui faisait partie du public, devint tour à tour rougissant et mortellement pâle, et ensuite, tandis que le papiste était à portée de voix, il fit la remarque à son collègue d'une manière insultante et insistante que la porte du papisme avait été largement ouverte ».

### L'année 1609

Pierre commémorative de Jacobus Arminius à l'église Saint-Pierre de Leyde.

Arminius reste professeur à Leyde jusqu'à sa mort et ses étudiants l'appréciaient.
Pourtant, le conflit avec Gomarus s’élargit pour donner naissance à une scission à grande échelle au sein du calvinisme. Du clergé local, Adrianus Borrius soutint Arminius, alors que Festus Hommius s’y opposait. Parmi les amis proches, les étudiants et les partisans d’Arminius, figuraient Johannes Drusius, Conrad Vorstius, Anthony Thysius, Johannes Halsbergius, Petrus Bertius, Johannes Arnoldi Corvinus, les frères Rembert et Simon Episcopius. Son successeur à Leyde (à nouveau sélectionné avec le soutien de Uytenbogaert et Oldenbarnevelt) était Vorstius, une personne ayant exercé une influence sur Arminius par ses écrits.
Une fois encore, les États tentèrent de calmer la controverse grandissante sans appeler un synode. Arminius reçut l'ordre de participer à une autre conférence avec Gomarus à La Haye les 13 et 14 août 1609. Lorsque la conférence dut se réunir le 18 août, la santé d'Arminius commença à se détériorer et il retourna donc à Leyde. Les États suspendirent la conférence et demandèrent aux deux hommes une réaction écrite sur le point de vue de leur adversaire.
Arminius meurt le 19 octobre 1609 à son domicile au Pieterskerkhof. Il est enterré à l'église Saint-Pierre de Leyde, où une pierre commémorative a été placée à son nom en 1934.

### Mariage et descendance
Arminius et son épouse Lijsbet Laurensdochtor Reael, qui s'étaient mariés en 1590, ont eu un total de 12 enfants, dont trois sont morts jeunes pendant l'enfance. Ils ont eu dix fils; Harmen (né en 1594), Pieter (né en 1596), Jan (né en 1598), Laurens (né en 1600, décédé en bas âge), Laurens (né en 1601), Jacob (né en 1603), Willem (né en 1605) et Daniel (né en 1606). Ils ont eu deux autres fils qui sont également morts en bas âge, dont les noms ne font pas partie du dossier public. Leurs filles furent Engelte (née en 1593) et Geertruyd (née en 1608). Il laissa dans le deuil sa femme et ses enfants à sa mort.

## La théologie d'Arminius et sa postérité
En essayant de défendre la prédestination calviniste contre les enseignements de Dirck Volkertszoon Coornhert, Arminius commença à douter de certains aspects du calvinisme et changea en partie de point de vue à leur sujet. Il tenta de réformer le calvinisme et donna son nom à un mouvement : l'arminianisme, qui résistait à certains des principes calvinistes (élection inconditionnelle, nature de la limitation de l'expiation et grâce irrésistible). Les premiers disciples hollandais de son enseignement sont devenus connus sous le nom de remontrants après avoir publié un document contenant cinq points de désaccord avec le calvinisme traditionnel, intitulé Remonstrantiæ (1610).
Arminius a écrit qu'il cherchait à enseigner uniquement les choses qui pouvaient être prouvées par les Écritures et qui tendaient à l'édification chez les chrétiens (à l'exception des catholiques romains, avec lesquels il disait qu'il ne pouvait y avoir d'accord spirituel). Sa devise était réputée être « Bona conscientia paradisus », ce qui signifie « Une bonne conscience est un paradis ».
Arminius a enseigné une grâce prévenante conférée à tous par le Saint-Esprit et cette grâce est « suffisante pour croire, en dépit de notre corruption pécheresse, et donc suffisante au salut ». Arminius a déclaré que « la grâce suffisante pour le salut est conférée aux élus et aux non-élus ; que s'ils le veulent, ils peuvent croire ou ne pas croire, être sauvés ou ne pas être sauvés ». William Witt déclare qu'« Arminius a une théologie de la grâce très élevée. Il insiste sur le fait que la grâce est gratuite parce qu'elle est obtenue par la rédemption de Dieu en Christ, et non par un effort humain ».
La théologie de l'arminianisme ne s'est pas complètement développée du vivant d'Arminius, mais après sa mort (1609), les Cinq articles des Remontrants (1610) ont systématisé et formalisé ses idées. Mais le synode calviniste de Dordrecht (1618-1619), réuni dans le but de condamner la théologie d'Arminius, la déclara anathème ainsi que ses adhérents. Ceci permit de définir les cinq points du calvinisme et autorisa la persécution des pasteurs arminiens qui étaient restés aux Pays-Bas. Mais malgré la persécution, « les remontrants ont continué en Hollande en tant qu'église distincte et encore et encore là où le calvinisme était enseigné, l'arminianisme relevait la tête ».
Les éditeurs de Leyde (1629) et de Francfort (1631 et 1635) publièrent les œuvres d'Arminius en latin.
John Wesley (1703–1791), fondateur du mouvement méthodiste, embrassa la théologie arminienne et en devint le champion le plus en vue. De nos jours, la majorité des méthodistes restent attachés à la théologie arminienne et l’arminianisme lui-même est devenu l’un des systèmes théologiques dominants aux États-Unis, en grande partie grâce à l’influence de John et Charles Wesley.